# Antonio Albanese
Antonio Albanese (ur. 10 października 1964 w Lecco) – włoski aktor, komik, reżyser i scenarzysta.

## Życiorys
W 1992 roku ukończył studia teatralne w Mediolanie, rok później rozpoczął karierę aktorską w teatrze Zelig. Występował jako komik w programach Maurizio Costanzo Show, Mai dire Gol, Che tempo che fa oraz Su la testa!.

## Filmografia[3]
- Un'anima divisa in due (1993) – rola filmowa
- Uomo (1993) – scenariusz, rola filmowa (jako Alex Drastico)
- Vesna va veloce (1996) – scenariusz, rola filmowa (jako Antonio)
- Uomo d'acqua dolce (1997) – reżyseria, scenariusz, rola filmowa (jako Antonio)
- Dead train (1997) – rola filmowa (jako pasażer)
- La gabbianella e il gatto (1998) – dubbing (duża mysz)
- Tu ridi (1998) – rola filmowa (jako Felice Tespini)
- La fame e la sete (1999) – reżyseria, scenariusz, rola filmowa (jako Alex)
- La lingua del santo (2000) – reżyseria, scenariusz, rola filmowa (jako Antonio)
- Mai dire Domenica (2002–2004) – różne role serialowe
- Il nostro matrimonio è in crisi (2002) – reżyseria, rola filmowa (jako Antonio)
- È già ieri (2004) – rola filmowa (jako Filippo)
- La seconda notte di nozze (2005) – rola filmowa (jako Giordano Ricci)
- Mai dire Lunedì (2005) – różne role serialowe
- Giorni e nuvole (2007) – rola filmowa (jako Michele)
- Manuale d’amore 2 (2007) – rola filmowa (jako Filippo)
- Questione di cuore (2009) – rola filmowa (jako Alberto)
- Qualunquemente (2011) – scenariusz, rola filmowa (jako Cetto La Qualunque)
- To Rome with Love (2012) – rola filmowa (jako Luca Salta)
- Tutto tutto niente niente (2012) – scenariusz, rola filmowa (jako Cetto La Qualunque)
- L'intrepido (2013) – rola filmowa (jako Antonio Pane)
- La sedia della felicità (2013) – rola filmowa (jako syn Dantego Becchina)
- Dobbiamo parlare (2015) – rola filmowa
- L'abbiamo fatta grossa (2016) – rola filmowa (jako Yuri Pelagatti)
- Come un gatto in tangenziale (2017) – rola filmowa (jako Giovanni)
- Mamma o papà? (2017) – rola filmowa (jako Nicola)
- Contromano (2018) – reżyseria, scenariusz, rola filmowa (jako Mario)
- I topi (2018–2020) – rola filmowa (jako Sebastiano)
- La fameuse invasion des ours en Sicile (2018) – dubbing (Gedeone)
- Cetto c'è senzadubbiamente (2019) – rola filmowa (jako Cetto La Qualunque)
- Come un gatto in tangenziale - Ritorno a Coccia di Morto (2021) – rola filmowa (jako Giovanni)
- Cento domeniche (2023) – reżyseria, scenariusz, rola filmowa (jako Antonio Riva)
- Grazie ragazzi (2023) – rola filmowa (jako Antonio)
- Un mondo a parte (2024) – rola filmowa (jako Michele Cortese)

(stan na 25 września 2024)

## Nagrody[3]
- Nagroda im. Francesco Pasinettiego na 57. Międzynarodowym Festiwalu Filmowym w Wenecji w kategorii najlepszy aktor (za rolę w filmie La lingua del santo; 2000)
- nagroda FICE w kategorii najlepszy aktor (za rolę w filmie La seconda notte di nozze; 2005)
- Premio Cinearti La chioma di Berenice – nagroda specjalna (2007)
- Globo d’oro w kategorii najlepszy aktor (za rolę w filmie Questione di cuore; 2009)
- nagroda FICE w kategorii najlepszy aktor (za rolę w filmie Questione di cuore; 2009)
- Nagroda im. Francesco Pasinettiego na 70. Międzynarodowym Festiwalu Filmowym w Wenecji w kategorii najlepszy aktor (za rolę w filmie L'intrepido; 2013)
- Globo d’oro w kategorii najlepszy aktor (za rolę w filmie L'intrepido; 2014)
- Nagroda Nino Manfrediego za film L'abbiamo fatta grossa (2016)
- Ciak d’oro w kategorii najlepszy aktor (za rolę w filmie Come un gatto in tangenziale; 2018)
- Nastro d'Argento w kategorii najlepszy aktor komediowy (za rolę w filmie Come un gatto in tangenziale' 2018)
- Nastro d'Argento w kategorii najlepszy aktor komediowy (za rolę w filmie Grazie ragazzi'; 2023)

## Nominacje[3]
- nominacja do nagrody David di Donatello w kategorii najlepszy aktor drugoplanowy (za rolę w filmie Vesna va veloce; 1997)
- nominacja do nagrody David di Donatello w kategorii najlepszy aktor (za rolę w filmie La fame e la sete; 1999)
- nominacja do nagrody David di Donatello w kategorii najlepszy aktor (za rolę w filmie La seconda notte di nozze; 2006)
- nominacja do nagrody Golden Graals w kategorii najlepszy aktor komediowy (za rolę w filmie La seconda notte di nozze; 2006)
- nominacja do nagrody David di Donatello w kategorii najlepszy aktor (za rolę w filmie Giorni e nuvole; 2008)
- nominacja do nagrody Kineo w kategorii najlepszy aktor (za rolę w filmie Giorni e nuvole; 2008)
- nominacja do Nastro d'Argento w kategorii najlepszy aktor (za rolę w filmie Questione di cuore; 2009)
- nominacja do nagrody David di Donatello w kategorii najlepszy aktor (za rolę w filmie Questione di cuore; 2010)
- nominacja do nagrody David di Donatello w kategorii najlepszy aktor (za rolę w filmie Qualunquemente; 2011)
- nominacja do nagrody David di Donatello w kategorii najlepszy aktor (za rolę w filmie Come un gatto in tangenziale; 2014)
- nominacja do Ciak d’oro w kategorii najlepszy aktor (za rolę w filmie Come un gatto in tangenziale - Ritorno a Coccia di Morto; 2021)
- nominacja do Ciak d’oro w kategoriach najlepszy reżyser oraz najlepszy dramat (za film Cento domeniche; 2023)
- nominacja do nagrody David di Donatello w kategorii najlepszy aktor (za rolę w filmie Cento domeniche; 2024)
- nominacja do Nastro d'Argento w kategorii najlepszy aktor (za film Cento domeniche; 2024)

## Życie prywatne
Zamieszkał w Bolonii. Żonaty, ma syna Leonardo i córkę Beatrice.